# Halicyclops ambiguus
Halicyclops ambiguus – gatunek widłonoga z rodziny Halicyclopidae. Nazwa naukowa tych skorupiaków została opublikowana w 1967 roku przez niemieckiego zoologa Friedricha Kiefera.